# Михайлов, Фёдор Михайлович
Фёдор Миха́йлович Миха́йлов (30 мая 1898, с. Перелучи, Новгородская губерния — 5 августа 1942, Славута) — участник Великой Отечественной войны, организатор и руководитель межрайонной Славутской подпольной организации. Герой Советского Союза (1965).

## Биография
Родился 30 мая 1898 года в селе Перелуч Боровичского уезда (позднее — Опеченского, ныне Боровичского района) в крестьянской семье. Русский.
В детские годы батрачил. В 1915 году поступил в Кронштадтскую школу юнг. Член ВКП(б) с октября 1917 года.
С 1915 по 1920 годы служил матросом на военном корабле «Николаев» учебно-минного отряда Балтийского флота. Выступал против царской власти, был арестован и посажен в каземат. В 1917—1920 годах его дважды избирали членом Кронштадтского Совета матросских и солдатских депутатов. Участвовал в вооружённом восстании в Петрограде. В 1919 году сражался против войск Юденича. Штурмовал форт Красная Горка и был ранен. Вскоре демобилизован.
В 1920 вернулся в Боровичи, где занялся комсомольской работой. В 1926 году окончил мединститут. Работал врачом в Смоленской, Куйбышевской, Владимирской областях. С 1935 по 1940 год возглавлял районную больницу в селе Языково Ульяновской области. В марте 1940 года был назначен рентгенологом Славутской районной больницы Каменец-Подольской области, а с 20 сентября — главным врачом Славутского родильного дома.
Когда началась Великая Отечественная война, Ф. М. Михайлов был направлен на курсы переподготовки военных врачей. В октябре 1941 года под Полтавой попал в окружение, не смог перейти линию фронта и вернулся в город Славуту, где работал главным врачом районной больницы. В это время Ф. М. Михайлов организовал подпольную организацию для борьбы с фашистами. При помощи местных патриотов он объединил подпольные группы нескольких сел Славутского и Шепетовского районов в одну антифашистскую организацию, насчитывавшую в своём составе около 200 человек. Среди них были коммунисты, комсомольцы и беспартийные.
В декабре 1941 года был избран руководящий орган организации — межрайонный подпольный комитет во главе с Ф. М. Михайловым. Комитету удалось создать подпольные организации во многих селах и городах Славутского, Шепетовского, Изяславского, Староконстантиновского, Берездовского, Ляховецкого, Грицевского и Плужнянского районов Каменец-Подольской области, а также в Славутском лагере для военнопленных. Подпольщики слушали радиопередачи из Москвы и распространяли последние известия среди населения, выпускали патриотические листовки. У них была подпольная типография в Славуте, три печатные машинки и три радиоприёмника. В Славутской больнице скрывались и лечились раненые советские военнослужащие. В городе находился «Гросслазарет», в котором в антисанитарных условиях содержались сотни раненых военнопленных. При помощи лагерных врачей под видом инфекционных больных их переправляли в больницу, а там их оформляли как умерших. На самом же деле люди переправлялись в партизанский отряд.
Участники подпольных групп организовывали диверсии. В середине мая 1942 года на железнодорожном участке между станцией Кривин и полустанком Бадовка они пустили под откос эшелон с военной техникой и живой силой врага. 14 июня 1942 года по решению межрайонного подпольного комитета был создан партизанский отряд во главе с учителем села Стриганы Славутского района Антоном Захаровичем Одухой. Отряд вскоре вырос в большое партизанское соединение.
22 июля 1942 года по доносу изменников Ф. М. Михайлов был арестован. На допросе он держался как настоящий патриот и ничего не сказал фашистам. 5 августа 1942 года на территории районной больницы Славуты, где работал Фёдор Михайлович Михайлов, его казнили.

## Семья
В Языково его первая жена умерла, оставив у него на руках дочку, посёлке женился на Марии Тихоновне.

## Награды
- Указом Президиума Верховного Совета СССР от 8 мая 1965 года за особые заслуги, мужество и героизм, проявленные в борьбе против немецко-фашистских захватчиков в период Великой Отечественной войны Михайлову Фёдору Михайловичу посмертно присвоено звание Героя Советского Союза.
- Орден Ленина.

## Память
- В Славуте установлен бюст Героя.
- Именем Ф. М. Михайлова в Славуте были названы: улица, парк культуры и отдыха, центральная районная больница, швейная фабрика.
- Имя подпольщика было присвоено партизанскому отряду.
- Улица Врача Михайлова есть в с. Языково[3] и в городе Ульяновск, где установлен бюст работы Р. А. Айрапетяна (1987)[4][5][6].
- На улице Врача Михайлова в Ульяновске установлена мемориальная доска.
- На торжественной стене Обелиска «30 лет Победы» в Ульяновске ему установлена мемориальная доска.

- Памятник врачу Михайлову Ф. М. (Ульяновск).
- Мемориальная доска врачу Михайлову (Ульяновск).
- Торжественная стена (Обелиск Славы, Ульяновск).

## Спасённые
Одним из спасённых с помощью Фёдора Михайлова был будущий известный белорусский медик и медицинский администратор Друян, Ибрагим Леонидович, основатель медицинской династии Друянов.